# Abarca de Menorca

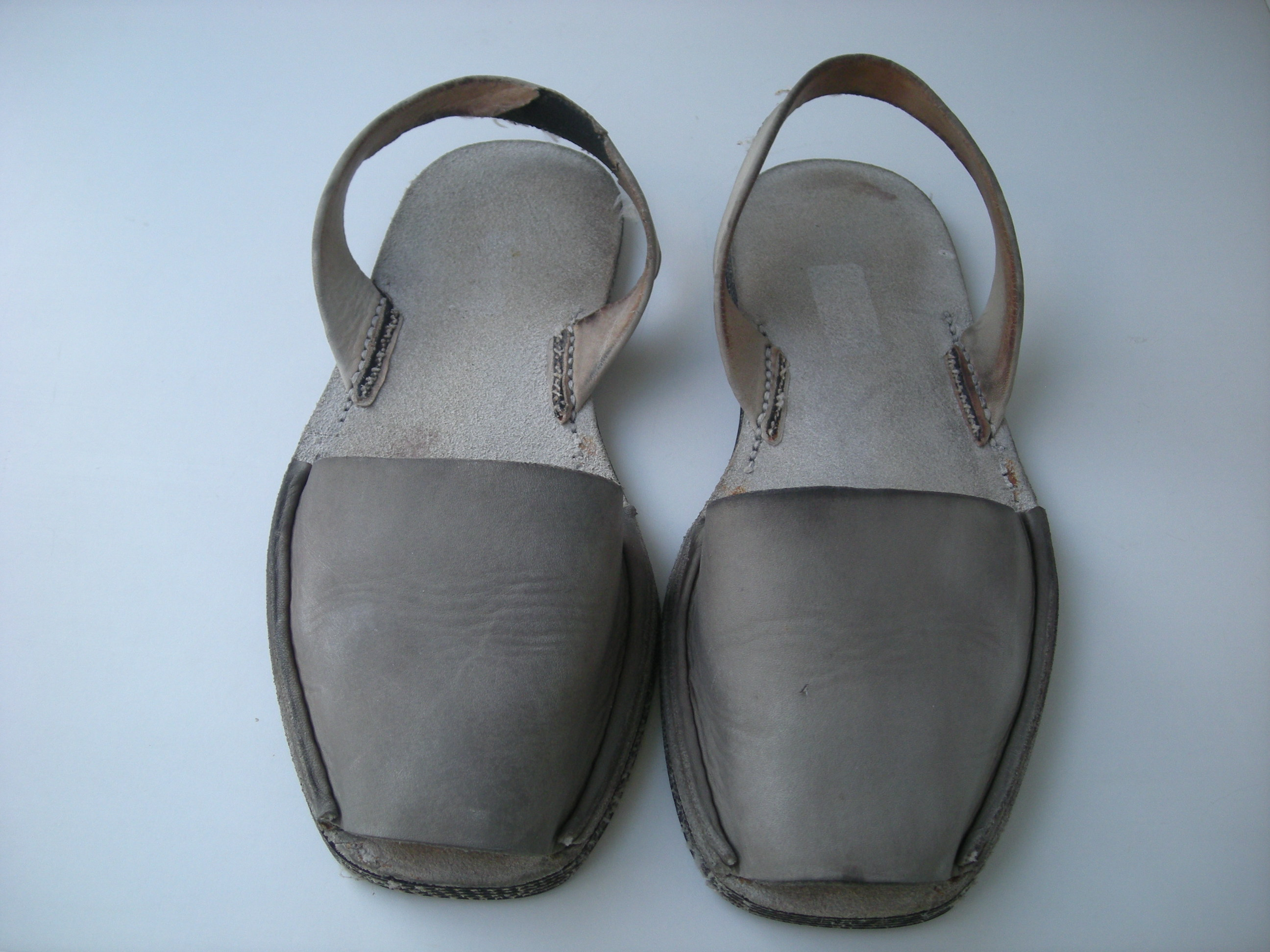
Un par de abarcas.

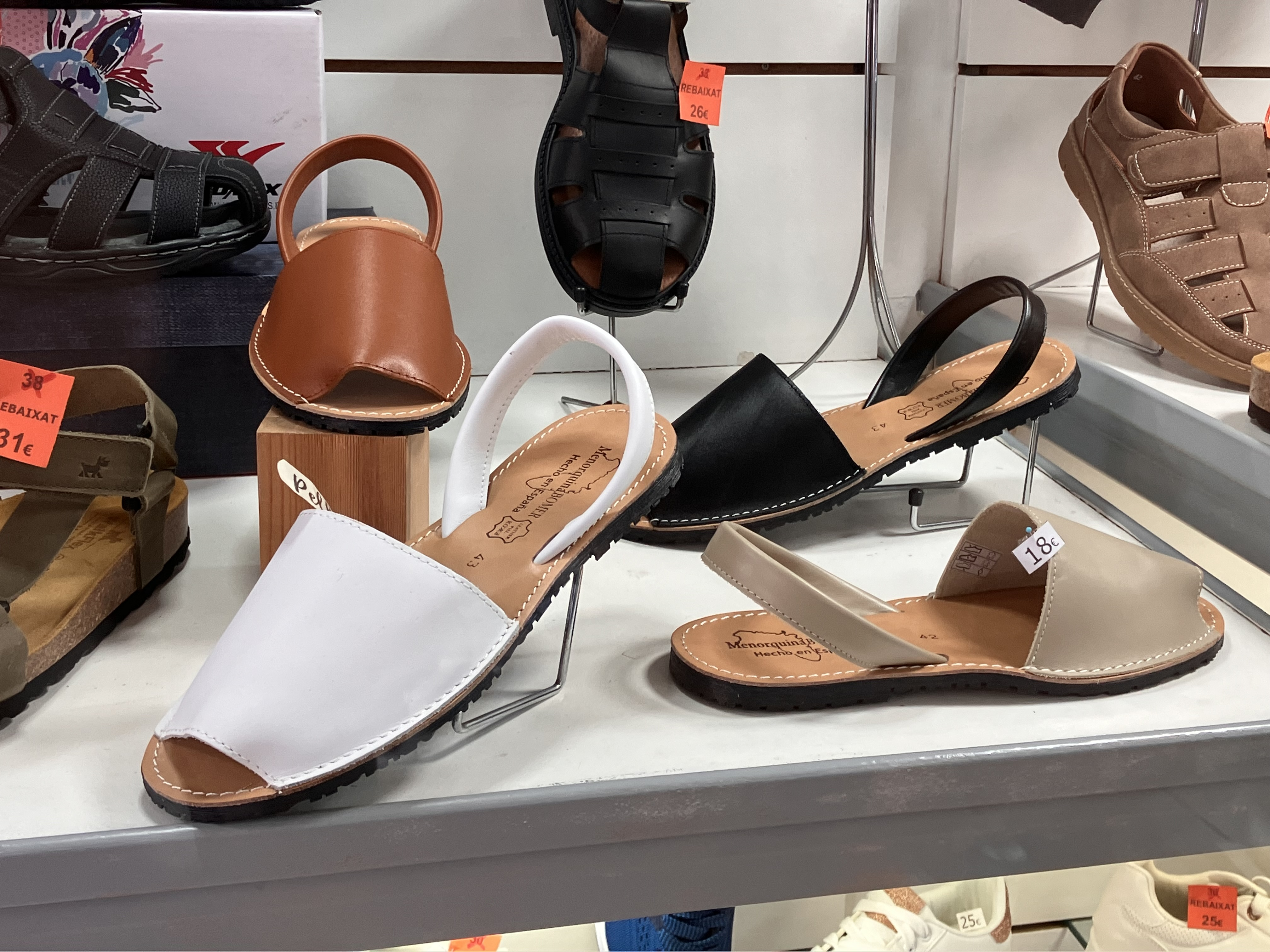
Abarcas de varios colores.

Las abarcas (en catalán: avarca) o menorquinas son un calzado tradicional de Menorca hecho con tiras de cuero y una suela de caucho de neumático. Originalmente, este tipo de sandalias fue diseñado para satisfacer las necesidades de los agricultores y pastores menorquines, quienes requerían un calzado resistente, cómodo y adaptable al clima y al terreno rural. Actualmente se ha popularizado como calzado de verano incluso fuera de Menorca. Tienen su origen a mediados del siglo xix.

## Confección
Estas sandalias se fabrican con materiales naturales y reciclados. La banda superior suele estar hecha de cuero de alta calidad, que proporciona durabilidad, flexibilidad y una estética rústica pero elegante. El cuero se cose a una suela de goma reciclada, introducida en el siglo xx y muy resistente al desgaste y la tracción, especialmente en terrenos irregulares. Anteriormente, las suelas se fabricaban con neumáticos reutilizado. El diseño incluye una correa trasera, también de cuero, que se ajusta detrás del talón.
Actualmente, las abarcas se fabrican en una amplia variedad de colores y estilos. Su fabricación sigue siendo mayoritariamente artesanal. Muchas empresas en Menorca conservan las técnicas tradicionales.

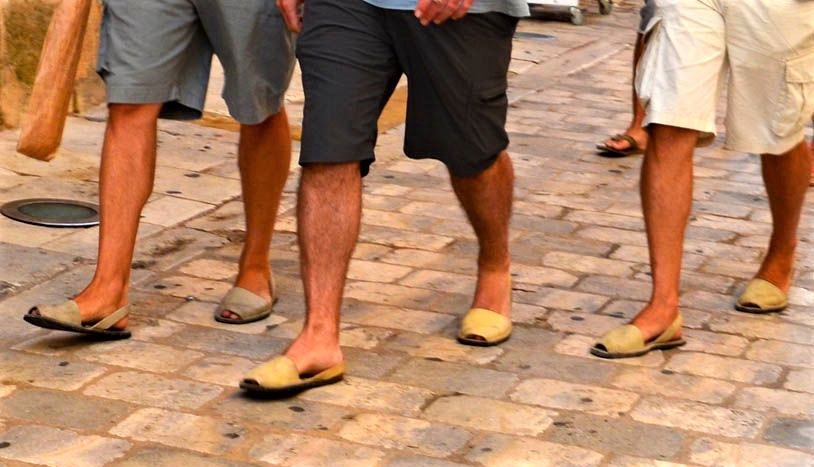
Hombres portando abarcas.

## Etimología
Abarca se usa en la península ibérica y Baleares desde la Antigüedad para referirse a cierto tipo de sandalias rurales. Es un término de origen prerromano, posiblemente de una lengua emparentada con el euskera. En el moderno idioma vasco se dice abarka, mientas que en catalán el término se escribe con v, avarca y, aunque es menos común, también se dice varca. En el español antiguo se atestigua escrito como auarca, auarcha, abarca o avarca. De una forma u otra, la palabra se encuentra en todas las lenguas iberorromances y en el occitano. En el norte de España, un tipo de zueco de madera se conoce como abarca o albarca cántabra. Albarca y alpargata tienen el mismo origen etimológico pero sufrieron una modificación debido a la influencia del árabe andalusí البَرْغَات al-barḡāt, que adoptó la palabra prerromana.
A veces son llamadas ibicencas, aunque el origen es menorquín.

## Reconocimiento
Para preservar a los fabricantes, se creó la etiqueta «Avarca de Menorca», gracias a la actuación de la Asociación de Fabricantes de Calzado de Menorca. Este sello lo otorga el gobierno local y garantiza los estándares de calidad tanto de las avarcas como del lugar de fabricación, la isla de Menorca.